# Ros (vattendrag)
Ros (vitryska: Рось, ryska: Ross’) är ett vattendrag i Belarus.   Det ligger i voblasten Hrodna voblast, i den västra delen av landet, 220 km väster om huvudstaden Minsk.
I omgivningarna runt Ros växer i huvudsak blandskog. Runt Ros är det ganska tätbefolkat, med 65 invånare per kvadratkilometer.